# Syntormon nubilum
Syntormon nubilum är en tvåvingeart som beskrevs av Van Duzee 1933. Syntormon nubilum ingår i släktet Syntormon och familjen styltflugor. Inga underarter finns listade i Catalogue of Life.